# Decatur, Tennessee
Decatur [dəˈkeɪtər] är administrativ huvudort i Meigs County i Tennessee. Orten har fått sitt namn efter sjömilitären Stephen Decatur. Vid 2020 års folkräkning hade Decatur 1 563 invånare.